# فتح بصرى
جرت معركة فتح بصرى عام 634 بين جيش الخلافة الراشدة والإمبراطورية البيزنطية للاستيلاء على بصرى في سوريا، عاصمة مملكة الغساسنيين، التابعة للبيزنطيين، وأول مدينة مهمة فتحتها القوات الإسلامية. استمر الحصار بين يونيو ويوليو 634.

## خلفية
حقق خالد بن الوليد انتصارات عظيمة في أرض فارس (الإمبراطورية الفارسية)، وترك جيشه في الحيرة، وذهب للحج سرًّا، تاركًا عددًا من قادته لقيادة الجيش، دون أن يستأذن الخليفة، وعاد على الفور، وكان الموقف لا يزال متأزمًا في دمشق بالشام، فقرر أبو بكر الصديق أن يرسله إلى الشام؛ لأن الموقف في الشام متوتر، على العكس من فارس فالوضع هناك مطمئن جدًّا، فأرسل خطابًا إلى خالد، بعد أن استشار مجلس الحرب، وكان عمر بن الخطاب يرفض نقل خالد، بل يرى أن يُعزَل، وكان يرى أن ذهابه للحج بدون إذن الخليفة أمر عظيم! أما الصديق فقال: 
، فأرسل له رسالة بتعيينه أميرًا على جيش الشام.

## موقف عمر بن الخطاب من خالد بن الوليد
كان عمر يرى في سيف ابن الوليد رهقًا، أي أنه شديد العنف مع الكفار، ويرى أنه لم يكن يترك لهم فرصة كافية للاختيار بين الإسلام، أو القتال، وهذا مخالف للواقع، إذ كان الصديق يراه قائدًا ناجحًا، وكان يؤيده باستمرار، حتى إنه بعد مقتل 70 ألف فارسي في موقعة أُلَّيْس، قال: أعجزت النساء أن يلدن مثل خالد بن الوليد؟!!، ولما هدم أماغشيا على أهلها، ورأى عمر في ذلك إرهاقًا للفرس، ومجاوزة للحد في قتلهم، قال أبو بكر عنه: «أيها المسلمون، عدا أسدكم على الأسد».
- كما كان عمر يرى أن الناس قد فتنت بخالد بن الوليد، وقد يظنون أن النصر إنما يأتي من خالد، وليس من عند الله، وكان لدى جيشه الكثير من الاحترام والمهابة والتقدير له، ولكنهم -حتى في غيابه- كانوا يؤدون أداءً جيدًا، فقد استطاع خالد أن يربي مجموعة من القادة تمكنت بمفردها من فتح فارس كلها بعد ذلك.
يرسل الصديق لخالد بن الوليد خطابًا لتعيينه أميرًا على جيوش الشام، يلومه في بداية الخطاب على خروجه للحج دون أن يستأذنه، وقال له: لا تعد إلى ذلك ثانية، وحذره من العُجْبِ بنفسه، ثم قال له: «إذا جاءك كتابي هذا، فدع العراق وخَلِّفْ أهله فيه الذين قدمت عليهم وهم فيه، ثم امض مخففًا في أهل القوة من أصحابنا الذين قدموا معك العراق من اليمامة وصحبوك من الطريق وقدموا عليك من الحجاز حتى تأتي الشام، فتلقى أبا عبيدة بن الجراح ومن معه من المسلمين فإذا التقيتم فأنت أمير الجماعة. والسلام عليك ورحمة الله».
نلاحظ في هذا الخطاب أن الصديق يأمره فيه أن يترك العراق، بخلاف الخطاب الذي وجهه لعمرو بن العاص، وهو هنا لا يخُيرِّ خالدًا كما فعل مع عمرو، ولكنه يأمره أمرًا مباشرًا، لأنه لا يرى أن غيره يمكن أن يحل محله، مع أن هذا الأمر قد يكون شديدًا على نفس خالد بن الوليد، (إذ إنه بعد انتصاره في 16 موقعة متتالية، واستيلائه على معظم أرض العراق حتى غرب نهر دجلة، قد أصبح قريبًا من المدائن، ومن إسقاط الدولة الفارسية)..
وتصل هذه الرسالة إلى خالد فيفهم محتواها، ويقول: «أما إذ ولاَّني، فإن في الشام خلفًا عن العراق»، ويقوم له أحد قواده بشير بن ثور، فيقول له: أصلحك الله، والله ما جعل الله الشام من العراق خلفًا، والعراق أكثر من الشام حنطةً وشعيرًا، وديباجًا وحريرًا، وفضةً وذهبًا، وأوسع سعة وأعرض عرضًا، والله ما الشام كله إلا كجانب يسير في العراق، ونلاحظ أن نظرة بشير بن ثور لهذا الأمر نظرة ضيقة جدًّا، أما خالد بن الوليد فقد كانت نظرته مختلفة.

## خالديتجه إلىالروم
بعد أن أرسل خالد الرسالة، انطلق بجيشه وتحرك إلى الشام، ولكنه سلك طريقًا مختلفًا تمامًا عبر منطقة وعرة جدًّا هي (صحراء السماوة) بناحية العراق التي لم تكن تعبر فيها أية قوافل، روى الطبري عن ابن إسحاق أن خالداً اجتاز "عين التمر فقراقر فسوى فمرج راهط" وقال صفي الدين القطيعي في كتابه مراصد الأطلاع "وقراقر أيضا: واد لكلب بالسماوة من ناحية العراق، ومنه قطع خالد المفازة بينه وبين سوى من أرض الشام. وقيل قراقر، وحنو قراقر، وحنو ذى قار، وذات المجروم، والبطحاء كلّها حول ذى قار"، وكان الطريق المعروف إلى دمشق بالنزول منها جنوبًا إلى دومة الجندل ثم غربًا حتى جنوب البحر الميت حتى تصعد شمالاً إلى دمشق، وهو طريق آمن ومأمون بالنسبة للمسلمين، فلماذا سلك خالد ذلك الطريق الصعب الوعر إلى دمشق؟!! وهي ولا شك عبقرية منه في الخطة، وفي الأداء، إذ نلحظ على ذلك التحرك ما يلي:
1- أراد خالد أن يصل إلى أرض الشام بسرعة، وهذا الطريق على الرغم من وعورته إلا أنه أقصر. بل إنه طريق مباشر إلى دمشق، وذلك لأن خالدًا يثق في سرعة جيشه، وقوة أدائه، فقد كان معروفًا بأنه يُسرع من خُطَى جيشه، فإذا كان الجيش يسير في المعتاد بسرعة 50 كلم في اليوم، فإنه يجعله يسير 100كلم في اليوم، وفي هذه الرحلة كان يسير بسرعة 50كلم، حتى وصل لمنطقة قبل (الشجرة العظيمة) التي ذكر له الدليل أنه إن لم يقطعها في يوم واحد هلك هو وجيشه، لقلة الزاد فيها، فاستطاع فعلاً أن يتجاوزها في يوم واحد وقطع 100 كلم في يوم واحد، وصَبَّح القوم عند الشجرة العظيمة.
فليس خالد وحده الفذّ وإنما كان جيشه -أيضا- جيشًا فذًّا، فإذا كان لديه القدرة على أن يسير هذه المسافة بهذه السرعة وفي هذه الظروف الشاقة، فإن هؤلاء الآلاف التسعة من الرجال لا شك أنهم أقوياء جدًّا وذوو كفاءة عالية.
2- أراد خالد كذلك أن يزيد من حصار الجيش الإسلامي لمنطقة الشام؛ لأن المسلمين كانوا قد حاصروا الجنوب والشرق، وهو يزيد من دخوله شمالاً في الحصار.
3- يعلم خالد أن الروم لا يمكن أن يتوقعوا أن يأتيهم جيش من الشمال أو الشرق وإنما كان كل ظنهم أن المدد سيأتي المسلمين من الغرب أو الجنوب، فمجيء خالد بجيشه من الشمال يُعَدُّ مفاجأة للروم، إذ إنهم لم يتوقعوا أبدًا أن يعبر أحدٌ صحراء السماوة بجيش كبير كجيش خالد!
يذكر الرواة أن خالدًا كان دائمًا يسبق الخبر، فإذا كان في المنطقة عيون (جواسيس) لجيش الأعداء، فإنه يسبقهم ويصل إلى الأعداء مباشرة!!

## خالد يقتحم الـشام
قطع خالد المسافة من الحيرة إلى دمشق في ستة أيام، ويصل إلى منطقة تسمى (أرج)، وبعد أن وضع قدميه في أطراف الشام باغت أهل (أرج) فهجم عليهم وحاصرهم، فلم يجدوا لهم طاقة بخالد وجيشه؛ فاستسلموا، ورضوا بدفع الجزية وفُتِحَت مدينة (أرج) صلحًا، ثم ترك (أرج) وذهب إلى (تدمر)، وحاصرها فاستعصت عليه؛ لأن أسوارها عالية ولم يخرج أهلها لحربه، بل ظلوا داخل حصونهم، ولما كان يريد أن يسرع حتى يلحق بالمسلمين في الشام، أرسل لهم رسالة يقول لهم فيها: «والله لو كنتم في السحاب لاستنزلناكم، ولظهرنا عليكم، وما جئناكم إلا ونحن نعلم أنكم ستفتحونها لنا، وإن أنتم لم تصالحوني هذه المرة، لأرجعنَّ إليكم، لو قد انصرفت من وجهي هذا، ثم لا أرتحل عنكم حتى أقتل مقاتلتكم، وأسبي ذراريكم»..
ورحل عنهم، فتشاور كبار القوم فيهم، ورأوا أنهم لا طاقة لهم به، وأنه الذي وُعِدوا به (كان عندهم في كتبهم أنه سيفتح المدينة أحد من هذه الجهة) فأرسلوا رسولاً في إِثْرِ خالد بن الوليد، فعاد خالد إلى (تدمر) مرة أخرى، وتسلم المدينة، وصالحوه على الجزية، وهكذا نُصِرَ بالرعب، ثم انتقل إلى (القريتين) فقاتلهم خالد، وسبى منهم السبايا وأخذ منهم الغنائم، ثم انتقل إلى مدينة (حواريين) وحاصرهم، فرفضوا قتاله، ولكنهم أرسلوا في طلب المدد، فجاءهم ألفا مقاتل من بَعْلَبَك وألفان من بُصرى، فترك جيشه محاصرًا لحواريين، وانتخب مائتي مقاتل ممن معه، وهاجم المدد القادم من بعلبك أولاً، فقتل منهم مقتلة عظيمة، ثم التف حول (حواريين) وقتل المدد القادم من بصرى، فقتل 4 آلاف رجل خارج (حواريين)، واستمر في حصار (حواريين) حتى خرج له جيشها، ثم أيقنوا أنهم لا طاقة لهم بقتاله، فاستسلموا ودفعوا الجزية.
توجه خالد بعد ذلك إلى مرج راهط وكانت نصرانية لسُكنى قبائل غسان بها، وكما يقول الرواة (ابن كثير في البداية والنهاية): «فهجم على مرج راهط، فانتسف عسكرهم، وسبى منهم وغنم»، وأرسل خمُس الغنائم إلى أبي بكر الصديق، كل ذلك ولم يصل حتى الآن إلى أبي عبيدة وجيش الشام..
يروي أحد من هُزِمَ في حواريين، ثم أسلم بعد ذلك يقول: «والله لقد خرجنا إلى خالد، وإنا لأكثر منهم بأضعافهم، فما هو إلا أن دنونا منهم فثاروا في وجوهنا بالسيوف، كأنهم الأُسْدُ، فهزمونا أقبح هزيمة، وقتلونا أشد القتل، وقد رأيت منا رجلاً كنا نَعُدُّه بألف رجل، وكان يقول: لئن رأيت أميرهم لأقتلنَّه، فلما رأى خالد قال له أصحابه: هذا أميرهم فاقتله، فأقبل على خالد، وحمل عليه، وإنا لنرجو أن يقتله من بأسه وشدته، فلما دنا من خالد استقبله خالد بالسيف، فضربه ضربة واحدة فأطار نصف وجهه وقَحْفَ رأسه، فدخلنا مدينتنا وما كان لنا من همٍّ إلا الصلح!!»، ويقول عن خالد عندما يقاتل: كان له هيبة، وكان يربو على القوم (أي يعلو)، وهذا من نِعَمِ الله على خالد الذي جعل حياته وقفًا على الجهاد في سبيله، أن جعل الكفار يرهبونه بمجرد رؤيته، ومنحه العلوَّ عليهم، وكذلك كل من أخلص جهاده لله I.
في موقعة مرج راهط سبى المسلمون سبيًا كثيرًا، يحكي أبو الخزرج الغساني (ابن إحدى السبايا) عن أمه أنها لما رأت حال المسلمين أسلمت، ثم جاء زوجها يطلبها من المسلمين، وكان قد أسلم، ولكن زوجته لم تعلم، فقالت: «إن كان قد أسلم فَنَعَمْ، وإن لم يكن ذلك، فليس لي حاجةٌ فيه»، فقالوا لها: إنه أسلم، فعادت إليه، وهكذا كان سلوك المسلمين -دائمًا- دافعًا للناس حتى من أعدائهم للدخول في الدين، فقد كانوا ملتزمين بأخلاق الإسلام في كل أمر، ولم يجبروا أحدًا على الدخول فيه، ولكن الناس رأوا منهم العدل والرحمة التي أمر الله بها، ولم يجدوها من بني جلدتهم، ففضلوا الإسلام رغم رقهم على الاستمرار في الكفر ولو عادوا به أحرارًا.

## بدء المعركة
وبمجرد أن علم جيش الروم في بصرى بتجمع الجيوش الإسلامية (نحو 33 ألف مجاهد)، خرج مباشرة لقتال خالد ومن معه، وبادر خالد على الفور بتنظيم جيشه، فجعل نفسه في قلب الجيش، وجعل رافع بن عمرو على الميمنة، وضرار بن الأزور على الميسرة، وقسم المؤخرة إلى نصفين المسيب بن نشبة يمينًا، ومذعور بن عدي شمالاً، وجعل المؤخرة بعيدة عن الجيش، لتأخذ أطراف المعركة، نلاحظ أن قادة الجيش كانوا جميعًا من جيش خالد القادم من فارس.
خرج جيش بُصرى من الحصن، وبدأ يواجه الجيش الإسلامي، وكان خالد قد أمر المؤخرة ألا تشترك في القتال إلا بعد أن يأمرها بذلك، وقام بالهجوم على جيش الروم بالمقدمة والميمنة والميسرة فقط، فحمل جيش الروم عليه حملة عظيمة، فصبر خالد على هجماته الشديدة المتتالية، ثم نادى على الجيش بقوله: «يا أهل الإسلام الشدة الشدة، احملوا -رحمكم الله- عليهم، فإنكم إن قاتلتموهم محتسبين تريدون بذلك وجه الله، فليس لهم أن يواقفوكم ساعة»، كل ذلك والمؤخرة لا تحارب، يقول قيس بن أبي حازم: «لقد كنا مطمئنين لما يفعله خالد؛ لأننا كنا نعلم أن القليل من العدو والكثير عنده سواء، فإنه لا يملأ صدره منهم شيء».
واستمر القتال على أشده حتى ظن الفريقان أن صبرهما قد نفد، فأمر خالد فرقتي المؤخرة المتأخرتين، فهجمتا من بعيد والتفَّتا من أعلى القوم، ثم انقضتا على جيش الروم من خلفه، فكانت هزيمة داحرة لجيش الروم، وقتلوا مقتلة عظيمة، وهرب بقيتهم إلى داخل حصن بُصرى، وأعلنوا الاستسلام ودفع الجزية، فقام خالد بن الوليد بجمع غنائم الحرب التي خلَّفها الرومان خارج الحصن..

## النتيجة
النتيجة كانت انتصار كاسح وأهل بصرى يدفعون الجزية، وبذلك فتحت بُصْرَى في 25 ربيع الأول عام 13هـ. (أي بعد شهر من قدوم خالد بن الوليد) وهي من أعظم المدن الموجودة في هذه الفترة.

وما إن وصلت أنباء موقعة بصرى إلى هرقل (علما أن هرقل كان رافضًا للحرب، موقنًا بنصر المسلمين)، حتى قال:

### ردود فعل
وكان رد فعل الروم على هزيمة الجيش الرومي في بصرى شديدًا وذكيًّا، إذ أخرجوا قوتين كبيرتين: الأولى إلى جِلَّق من 70 ألف رومي، وقوة أخرى من حمص في 10 آلاف مقاتل.